# Suzuki B-King
Suzuki B-King – motocykl typu naked bike wyprodukowany przez Suzuki w latach 2007-2012. Prototyp motocykla został zaprezentowany w 2001 roku. Został on oparty na motocyklu Suzuki Hayabusa. 

## Dane techniczne/Osiągi
Silnik: R4

Pojemność silnika: 1340 cm³

Moc maksymalna: 184 KM/9500 obr./min

Moc maksymalna na koło: 163 KM

Maksymalny moment obrotowy: 146 Nm/7200 obr./min

Prędkość maksymalna: 299 km/h 

Przyspieszenie 0-100 km/h: 2,9 s

Przyspieszenie 0-200 km/h: 7,4 s